# Igreja Presbiteriana Unida na África Austral
A Igreja Presbiteriana Unida na África Austral (em inglês: Uniting Presbyterian Church in Southern Africa) é uma denominação reformada presente na África do Sul, Zimbabwe e Zâmbia, formada em 1999 pela união de outras duas denominações reformadas que lhe precederam, a Igreja Presbiteriana Reformada da África Austral e Igreja Presbiteriana da África Austral.

## História

### Igreja Presbiteriana Reformada na África do Sul
A Igreja Presbiteriana Reformada na África do Sul foi fundada por missionários escocêses e ficou conhecida anteriormente conhecido como Igreja Presbiteriana Bantu por destinar-se a evangelização de nativos africanos. Tornar-se independente em 1923, e se espalhou por toda a África do Sul, concentrada principalmente na Cidade do Cabo e Natal. Os membros eram principalmente africâners (população de origem holandesa na África do Sul) e também parte da população negra. Em 1999 ela tinha 52.000 membros e 100 congregações quando ocorreu a união com a Igreja Presbiteriana da África Austral.

### Igreja Presbiteriana da África Austral
A Igreja Presbiteriana da África Austral foi formada no século XIX quando o Reino Unido assumiu a Colónia do Cabo. Foi constituída entre os soldados e os colonos que chegaram no Cabo em 1820, espalhando-se pelo norte da África do Sul, Zimbabwe e Zâmbia. Todavia, cerca de 40% do seus membros eram negros.

### Unificação
Em 1999 ambas as denominações decidiram pela união que deu origem a atua Igreja Presbiteriana Unida na África Austral e desde então a igreja cresceu para 19 presbitérios, sendo 15 na África do Sul, na Zâmbia e um no Zimbabwe. Além da unificação da denominação, ocorreu também a unificação de suas sociedade internas.
Em 2000, a Igreja Presbiteriana Unida da África Austral tinha cerca de 80.000 membros e 253 congregações.
Em 2002, a igreja tinha 470 igrejas e cerca 150.000 membros confirmados (comungantes), sendo 139.000 na África do Sul, 5.000 no Zimbábue e 6.000 na Zâmbia.
Em 2006, foi estimado que a igreja já tinha 500.000 membros, em 473 congregações.

### Homossexualidade
Em 2015 a igreja passou por uma controvérsia sobre a benção a uniões entre pessoas do mesmo sexo, e o tribunal da igreja decidiu que cada ministro deveria analisar a realização destas bênçãos conforme a consciência, o que gerou grande revolta em parte dos membros da igreja que discordaram da decisão e preferiam que a denominação proibisse tais bençãos.

## Doutrina
A IPUAA é uma denominação reformada, calvinista e subscreve o Credo Niceno. A denominação pratica a ordenação de mulheres.

## Relações Intereclesiásticas
A denominação faz parte da Comunhão Mundial das Igrejas Reformadas, Concílio Mundial de Igrejas, Concílio de Igrejas da África do Sul e Conferência de Igrejas de Toda a África.
Além disso teve relações de contato ecumênico com a Igreja Presbiteriana do Brasil (IPB). Todavia, em 2018, a IPB colocou fim no seu relacionamento com a denominação.